# Eupsophus
Genre
Synonymes
- Borborocoetes Bell, 1843 nec Schoenherr, 1842
- Borborocoetea Strand, 1928

Eupsophus est un genre d'amphibiens de la famille des Alsodidae.

## Répartition
Les dix espèces de ce genre se rencontrent au Chili et en Argentine.

## Liste des espèces
Selon Amphibian Species of the World (17 septembre 2014) :
- Eupsophus altor Nuñez, Rabanal & Formas, 2012
- Eupsophus calcaratus (Günther, 1881)
- Eupsophus contulmoensis Ortiz, Ibarra-Vidal & Formas, 1989
- Eupsophus emiliopugini Formas, 1989
- Eupsophus insularis (Philippi, 1902)
- Eupsophus migueli Formas, 1978
- Eupsophus nahuelbutensis Ortiz & Ibarra-Vidal, 1992
- Eupsophus roseus (Duméril & Bibron, 1841)
- Eupsophus septentrionalis Ibarra-Vidal, Ortiz & Torres-Pérez, 2004
- Eupsophus vertebralis Grandison, 1961

## Publication originale
- Fitzinger, 1843 : Systema Reptilium, fasciculus primus, Amblyglossae. Braumüller et Seidel, Wien, p. 1-106  (texte intégral).